# Gonatocerus longicornis
Gonatocerus longicornis is een vliesvleugelig insect uit de familie Mymaridae. De wetenschappelijke naam is voor het eerst geldig gepubliceerd in 1834 door Nees.